# Списак девастираних православних светиња на Косову и Метохији у 21. веку
Списак девастираних православних светиња на Косову и Метохије у 21. веку, је систематизован приказ свих српских цркава, манастира и других светиња разорених, оштећених, оскрнављених и опљачканих, по окончању НАТО бомбардовање СРЈ од доласка међународних снага КФОР-а на простор Косова и Метохије, те протеривања неалбанског становништва од стране НАТО држава у другој половини 1999. године, па до данашњих дана. Имајући у виду да процес девастације српских светиња и даље траје, и поред тога што самопроглашена Република Косово жели да добије статус чланице УНЕСКА и "води бригу о православном културном благу", Албанци и њихови НАТО спонзори својим неделима над православним светињама која и даље трају, то ничим не показују, овај списак вероватно неће имати коначну верзију још дуги низ година.
На то упућује и чињеница да албанска власт у Приштини, инсталирана од стране Вашингтона, недвосмислено никада није осудила варварско уништавање српских цркава, манастира и гробаља, и казнила починиоце, од 1999. године, преко 2004. године, до данас.
Међународни тужиоци и судије процесуирали су само 7 случајева уништавања цркава у мартовском погрому и 17 особа осудили на казне од 21 месеца до 16 година, а једну ослободили оптужби.

## Девастирање православних светиња на Косову и Метохији у 21. веку
После Рамбујеа, Запад је имао растући проблем са легитимацијом свих својих каснијих акција око Косова. Може се навести низ дипломатских, политичких и медијских практика којима се освежава наратив из деведесетих о борби добра и зла на Балкану. Ова политика кулминацију је доживела кроз друштвено-политичким променама које су уследиле пред крај 20. века, и бомбардовање територије СР Југославије 1999. године, када је готово потпуним исељен српски живаљ са територије Косова и Метохије, који је за собом оставио на милост и немилост албанских терориста у послератним условима, физички незаштићене своје домове али и велики број српских светиње, чије се рушење и скрнављење, започето задње године 20. века, настављено у неколико наврата и 21. веку.
Оставши физички незаштићени, бројни српски манастири, цркве, црквишта и гробља директно су били изложени албанском вандализму а свештенство које се у њима затекло злостављањима. На то је утицао доста индолентан став КФОР-а, у чијем присуству је уништено је преко 100 цркава, манастира, црквишта и гробаља. Док су црквене драгоцености на Косову и Метохији из порушених и опљачканих светиња биле предмет илегалне трговине на само Албанаца већ и војника из састава КФОР-а. Овакво понашање КФОР-а имало је за последицу све веће исељавање Срба (за само неколико месеци исељено је више од 250.000) и самим тим све мању заштиту православних светиња.
Напади косовских Албанаца на косовске Србе и православне светиње на Косову Метохији у 21. веку врхунац су постигли у марту 2004. када је насиље које су починили косовски Албанци за последицу имало смрт 19 особа (11 косовских Албанаца и 8 косовских Срба), 954 повређене особе и свеопште уништавање имовине, укључујући тридесет српских православних цркава, манастира, гробаља и више од девет стотина кућа.
Срамоте и подлости других народа, који су уништили или у чијем присуству је настало разарање, православних  светиња на Косову Метохији (наведено у доле наведеном списку), треба схватити не само као атак на  културно благо српског, већ и као атак на свеукупно светско, културно наслеђе у 21. веку.
Догађаји из 2004 виђени оком рушитеља
А ево како о паљење хришћанских цркава по Косову 2004. године, на патетичан и „романсиран” начин пише у биографије Хашима Тачија „Нова држава, модерни државник” на страни 145—148, у покушају да за то окриви Србе:
У хладном мартовском дану 2004. Тачијев телефон је зазвонио. Био је у Вашингтону, али је једнако тако могао бити и у кафићу у центру Приштине. (...) Позив га је грубо пренео с реке Потомак на Ибар. Већ је месецима осећао да се нешто спрема: Бомба испред Руговине куће, најава да би Унмик почео да хапси ветеране ОВК под оптужбом за ратне злочине, нереди у Митровици – шта то све значи? (...) Док је журио према аеродрому, мисли су му се ројиле кроз главу. Он је разумео боље од осталих да се већина ветерана ОВК осећа маргинализовано. (...) То мора бити српска провокација, каже себи Тачи...А мартовски немири из 2004? Они су били пресудни за добијање косовске самосталности...Тачи их (вероватно) није организовао, али они су били у његову корист.

Наведени текст треба разумети као поруку да би свака друга велика гужва тог типа око српских светиња на Косову и Метохији радила у корист Приштине 
...докле год тамо седи неко са специјализацијом да „жање бес”. Бес народа? Не.Бес цивилизованих аматера с потенцијалом владајуће класе.

## Списак девастираних православних светиња од 2000. године до данас
| Девастиране православне светиња од 2000. године до данас |                                   |                                                 | |                    |
|                                                          | Слика пре и/или после девастирања | Назив светиње                                   | Опис разарања | Година девастације |
| 1.                                                       |                                   | Црква Богородице Љевишке у Призрену             | Цркву која потиче из 14. века, Албанци су запалили изнутра, а фреске из периода од 12 до 14 века су знатно оштетили, олтарски простор оскрнавили а часну трпезу поломили | 2004.              |
| 2.                                                       |                                   | Црква Светог Спаса у Призрену                   | Цркву која потиче из 14. века, Албанци су запалили | 2004.              |
| 3.                                                       |                                   | Саборна црква Светог Ђорђа у Призрену           | Градња цркве започета је 1855. године, да би после многих сметњи и подмићивања добила турски ферман, и била завршена 1887, односно са звонаром тек 1903. године. У њој се се чува икона Богородице Одигитрије из 15. века која је донедавно чувана у цркви Св. Николе Рајкова, а првобитно је припадала иконостасу Богородице Љевишке. Цркву су Албанци су прво запалили а потом минирали. | 2004.              |
| 4.                                                       |                                   | Црква Светог Николе у Призрену                  | Цркву из 14. века, познату и као Тутићева црква, Албанци су је запалили изнутра | 2004.              |
| 5.                                                       |                                   | Стара црква Светог Ђорђа у Призрену             | Ова црква из 16. века налази се у дворишту нове, истоимене цркве Светог Ђорђа, По свом облику и по изворима, тип је породичне цркве. Саградила су је браћа Руновић из Призрена током позног средњег века. Једноставне је основе, без кубета и специјалне декорације фасада, била је главна црква у граду с краја 18. века. Као и већина цркви на Космету, временом је преправљана. Уочи 1999.године служила је као складиште црквеног материјала. У овој цркви чувала се збирка од 37 календарских, престоних и целивајућих икона. Међу њима најзначајније су: Света Петка (17. век), Христ Пантократор (друга половина 18. века), Свети Димитрије (почетак 17. века), Свети Ђорђе (прва половина 17. века), Цар Константин и Царица Јелена (прва половина 17. века). Албанци су и поред присуства јединице КФОР-а цркву запалили изнутра.             | 2004.              |
| 6.                                                       |                                   | Црква Свете недеље у Призрену                   | Црква из 14. века, која је према ктиторском натпису, задужбина младог краља Марка Мрњавчевића (1371 — 1395) подигнута је 1370 или 1371. године. Албанци су цркву спалили и тешко оштетили. Током наредних година, на црквици су обављани радови да би се вратила у своје првобитно стање. Ова црква налази се у древном призренском насељу Поткаљаја у коме су пре рата већином живели Срби. Насеље данас подсећа на „град духов“а јер су све куће у рушевинама и зарасле у вегетацију. | 2004.              |
| 7.                                                       |                                   | Црква Светог Пантелејмона у Призрену            | Цркву из 14. века, касније реконструисану, Албанци су запалили | 2004.              |
| 8.                                                       |                                   | Црква Светих Козме и Дамјана у Призрену         | Цркву из 14. века, касније реконструисану, Албанци су запалили | 2004.              |
| 9.                                                       |                                   | Црква Свете Недеље, Живињане код Призрена       | Цркву су Албанци минирали, а експлозија је комплетно уништила | 2004.              |
| 10.                                                      |                                   | Манастир Светих архангела у Призрену            | Цркву из 14. века, Албанци су опљачкали и потом спалили у присуству немачких војника који је нису штитили. | 2004.              |
| 11.                                                      |                                   | Богословија Св. Кирила и Методија у Призрену    | Албанци су зграду Богословија у центру града запалили | 2004.              |
| 12.                                                      |                                   | Владичански двор у Призрену                     | Албанци су зграду Владичанског двора запалили као и једну црквену зграду у којој је живео црквењак. | 2004.              |
| 13.                                                      |                                   | Црква Светог Андреја у Подујеву                 | Цркву која је саграђена 1929, заједно са гробљем уништили су Албанци у присуству припадника КФОР-а. Према писању „Прашких новости“ Албанци су на гробљу ископавали посмртне остатке Срба и разбацивали кости свуда унаоколо, а цркву запалили. Према фотографијама, источни део цркве је миниран, а звоник потпуно уништен експлозивним средствима, као и зид који је окруживао цркву. | 2004.              |
| 14.                                                      |                                   | Црква Светих апостола Петра и Павла у Истоку    | Црква је оштећена подметањем јаког експлозива | 2004.              |
| 15.                                                      |                                   | Црква у селу Баја код Истока                    | Црква је оштећена подметањем јаког експлозива | 2004.              |
| 16.                                                      |                                   | Црква Светог Кнеза Лазара у Пискотама           | Црква је оштећена у два наврата 1999. и 2001. године, да би 2004. од стране Албанаца била потпуно уништена са околним гробљем. Парохијски дом је додатно руиниран. | 2001. 2004.        |
| 17.                                                      |                                   | Црква Светог Пророка Илије у Бистражину         | Албанци су цркву прво оштетили 1999. године, да би је потом 2004. године порушили. | 2004.              |
| 18.                                                      |                                   | Црква Свете Недеље, Брњача код Ораховца         | Цркву изграђену (1852), Албанци су уништили, а парохијски дом запалили | 2004.              |
| 19.                                                      |                                   | Црква Успења Пресвете Богородице у Ораховцу     | Цркву која је саграђена у периоду од 16-19 века, Албанци су прво запалили са старим и новим парохијским домом 17. марта, а наредних дана је сравнили са земљом | 2004.              |
| 20.                                                      |                                   | Саборна црква Свете Тројице у Ораховцу          | Два звоник на овој цркви која су преживела минирање цркве у лето 1999. године 17. марта су сравњена са земљом. Потом су наредних дана Албанци систематски разнели остатке цркве и на том месту направили парк. Према сведочењу КФОР- са камионима и тракторима, око 5.000 Албанаца учествовало је у тој акцији | 2004.              |
| 21.                                                      |                                   | Црква Светог Михаила у Обилићу                  | У овој новоизграђеној цркви, Албанци су запалили аутомобилске гуме, тако да је спољашња структура цркве остала сачувана али је унутрашњост значајно оштећена ватром и високом температуром. Тога дана заједно са црквом у Обилићу, су гореле и бројне српске куће и станови. | 2004.              |
| 23.                                                      |                                   | Црква Светог Илије у Вучитрну                   | Црква је изграђена у 19. веку. Албанци су је прво опљачкана и делимично уништили изнутра у јуну 1999. године, да би је 2004. године, потпуно спалили. Потом су уништили и православно гробље поред цркве са парохијским домом и помоћним црквеним зградама. | 2004.              |
| 24.                                                      |                                   | Црква Светог Николе у Косову Пољу               | Цркву из 1940. Албанци су запалили и унутра и оскрнавили и потпуно демолирали. | 2004.              |
| 25.                                                      |                                   | Црква Свете Катарине у Бресју                   | Цркву у Бресју поред Косова Поља, Албанци су оштетили, оскрнавили и опљачкали. | 2004.              |
| 26.                                                      |                                   | Црква Светог Николе у Приштини                  | Црква је запаљена, а поред ње и канцеларија Хабитата и три УНМИК возила. Црква је спаљена са парохијским домом и у њој је изгорео вредни дуборезни иконостас, десетине икона и целокупна црквена архива. | 2004.              |
| 27.                                                      |                                   | Црква Светог Архангела Михаила у Штимљу         | Црква је саграђена 1920. (на брду изнад градица) запаљена је заједно са једном српском кућом. Према информацијама структура цркве је остала сачувана иако је унутрашњост додатно оштећена и иконе поразбијане. Исте године запаљен је и звоник | 2004.              |
| 28.                                                      |                                   | Црква у Доњој Шипашници                         | Црква у Шипшаници код Косовске Каменице је каменована и поразбијана су стакла на прозорима. Неколико околних српских кућа је демолирано. | 2004.              |
| 29.                                                      |                                   | Црква Пресвете Богородице у Совтовичу           | Црква је уништена заједно са православним гробљем у присуству Грчких припадника КФОР-а који су је оставили без заштите пред огромном масом наоружаних Албанаца и рањавања грчких војника који су повређени у окршајима са наоружаним Албанцима. | 2004.              |
| 30.                                                      |                                   | Црква Ваведење Пресвете Богородице у Белом Пољу | Ова црква код Пећи је запаљена у лето 1999. године. Крајем 2003. године је обновљена заједно са двадесетак повратничких домова. Сада је поново оштећена подметањем пожара, али спољашња структура храма и кров нису додатно оштећени. Поред цркве запаљен је и парохијски дом. | 2004.              |
| 31.                                                      |                                   | Црква Сабора Срба Светитеља у Ђураковцу         | Црква је изграђена 1997. године. Албанци су је демолирали, затим делимично минирана и поред присуства КФОР-а, који је затим на брзину покушао санацију насталих рупа и пукотина. Црквени дом код храма је спаљен. | 2002.              |
| 32.                                                      |                                   | Црква Светог пророка Илије у Подујеву           | Године 2003, УНМИК је захтевао од Епархије Рашко-призренске да се евакуише покретни инвентар цркве, јер је нови напад албанских екстремиста изгледао неизбежан. Напад се заиста десио 18. марта 2004. године, током Немира на Косову и Метохији 2004.. Чешки војници који су обезбеђивали цркву морали су да напусте комплекс која је уништена заједно са гробљем. Албанци су изазвали велики пожар у средини цркве који је уништио њену унутрашњост. Чешка официр, Јиндрих Плехер, потврдио је у вестима, да су војници били дубоко шокирани, да су албански нападачи ископали сандуке из оближњег српског гробља, и разбацивали кости мртвих. У извештају КФОРа и УНМИКа за 18. март 2004. стоји: „православна црква у Подујеву је спаљена. Црква Светог Андреја је гранатирана, звоник потпуно уништен експлозивом, као и зид који окружује цркву“. | 2004.              |
| 33.                                                      |                                   | Манастир Девич                                  | У ратним операцијама 1999. манастир је опљачкан, разбијена је плоча на кивоту Св. Јоаникија а иконе су оскрнављене. Марта 2004. манастир је спаљен у присуству војника КФОР-а. Гробница Јоаникија Девичког је отворена и оскрнављена. | 2004.              |
| 34.                                                      |                                   | Саборна црква Светог Цара Уроша у Урошевцу      | Црква је опљачкана потом запаљена од стране албанских екстремиста након доласка америчких снага КФОР-а у Урошевац, крајем јуна 1999. године, да би се 2004. године поновио напад. Црква је поново нападнута 2013. године и оскрнављена графитима. | 2004.              |
| 35.                                                      |                                   | Црква Светог Саве у Косовској Митровици         | Храм Светог Саве налази се у такозваном јужном делу Косовске Митровице, у албанском делу града где се налазе и српско гробље са капелом. У присуству, УНМИК-а и КФОР-а, Албанци су опљачкали цркву и запалили 17. марта 2004. године. Запалили су капелу и поломили готово све споменике на православном гробљу. Вредно је помена да споменике римокатолика и Јевреја нису поломили. | 2004.              |
| 36.                                                      |                                   | Црква Светих апостола Петра и Павла у Талиновцу | Након доласка америчких снага КФОР-а, црква је демолирана и са унутрашње стране спаљена од стране албанских екстремиста. Српско гробље око цркве је порушено | 2004.              |
| 37.                                                      |                                   | Црква Светих Флора и Лавра у Липљану            | Црква посвећена Св. Флору и Лаври, саграђена је у 20. веку као једнобродна грађевина у облику слободно уписаног крста са једном куполом. Оштећена је у време Мартовског погрома 2004. и 2006. године. Обновљена је под руководством Комисије за спровођење обнове на српским православним верским објектима на Косову. | 2004. 2006.        |
| 38.                                                      |                                   | Црква Светог Николе у Косовској Каменици        | Црква посвећена Светом Николи, саграђена је 1862. године. После бомбардовања НАТО снага 1999. године и дешавања на Космету и Метохији црква је више пута обијана и пљачкана. | 1999. 2012.        |
| 39.                                                      |                                   | Црква Свете Петке у селу Доња Будрига           | Црква је јако страдала за време бомбардовања 1999. године као и у земљотресу из 2001. године. У таласу немира од стране албанског становништва 2013. године, црква је обијена, инвентар испретуран и покраден новац од прилога. | 1999. 2013.        |
| 40.                                                      |                                   | Саборни храм Христа Спаса у Приштини            | Од стране албанског становништва септембра 2016. године, црква је обијена, и у њој подметнут пожар. | 2016.              |